# Comignago
Comignago là một đô thị ở tỉnh Novara ở vùng Piedmont của Ý, tọa lạc cách 100 km về phía đông bắc của Torino và khoảng 30 km về phía bắc của Novara. Tại thời điểm ngày 31 tháng 12 năm 2004, đô thị này có dân số 1.051 người và diện tích là 4,4 km².
Comignago giáp các đô thị: Arona, Borgo Ticino, Castelletto sopra Ticino, Dormelletto, Gattico, Oleggio Castello, và Veruno.